# Холодильник (печера)
Холодильник (рос. Холодильник) — печера в Архангельській області, на Біломорсько-Кулойському плато європейської півночі Росії. Карстова печера горизонтального типу простягання. Загальна протяжність — 900 м. Глибина печери становить 14 м. Категорія складності проходження ходів печери — 1.